# Кипкеев, Курман-Али Рамазанович
Курман-Али Рамазанович Кипкеев — советский хозяйственный, государственный и политический деятель.

## Биография
Родился в 1920 году в ауле Верхняя Теберда. Член КПСС.
Участник Великой Отечественной войны, политрук роты, младший политрук 116 СП 98 СД, пленён, бежал, партизан, командир 1-й роты в партизанском отряде им. С. М. Кирова бригады им. В. П. Чкалова, командир отряда им. С. М. Кирова бригады «За Советскую Беларусь». С 1946 года — на хозяйственной, общественной и политической работе. В 1946—1986 гг. — директор средней школы в селе Першаи Воложинского района Белорусской ССР, директор средней школы № 3 г. Карачаевска, ректор Карачаево-Черкесского госпединститута.
Избирался депутатом Верховного Совета СССР 6-го созыва.
Умер в Карачаевске в 2003 году.